# Hanok
Hanok (korejsko 한옥; ime v Južni Koreji) ali čosŏndžip (korejsko 조선집; ime v Severni Koreji in za Korejce v Janbianu na Kitajskem) je tradicionalna korejska hiša. Hanok so bili prvič zasnovani in zgrajeni v 14. stoletju v času dinastije Čoson.
Korejska arhitektura upošteva položaj hiše glede na okolico, pri čemer je treba upoštevati zemljo in letne čase. Tudi notranjost hiše je načrtovana v skladu s tem. To načelo se imenuje besanimsu (배산임수; 背山臨水), kar pomeni, da je idealna hiša zgrajena z goro zadaj in reko spredaj. Oblike hanokov se razlikujejo glede na regijo. V hladnih severnih regijah Koreje so hanoki zgrajeni v kvadratu z dvoriščem na sredini, da bolje zadržujejo toploto. Na jugu so hanoki bolj odprti in v obliki črke L.

## Zgodovina
Hanok je korejska hiša, ki se je razvila na Korejskem polotoku in v Mandžuriji.

### Zgodnja zgodovina
Paleolitski ljudje na Korejskem polotoku so morda naseljevali jame ali gradili začasne hiše. V neolitiku se je začasna hiša razvila v izkopano kočo. Z majhno lopato so kopali v zemljo in zgradili majhno hišo, ki je uporabljala špirovce in stebre. Za špirovce in stebre je bil uporabljen les, za streho pa slama. V bronasti dobi je bilo v hiši več stebrov, zato se je površina hiše povečala v primerjavi z zgodnjimi hišami. Železnodobni hanok je imel ondol in uporabljal je tudi givo (기와), vrsto strešnikov, ki so bili izdelani iz žgane gline. Z uporabo strešnikov giva je hanok razvil specifično obliko.

#### Južna Koreja
Po opustošenju med korejsko vojno je bila potreba po poceni in primernih stanovanjih za ljudi, razseljene zaradi vojne. V obdobju takoj po vojni je bilo porušenih več hanokov z zgodovinsko vrednostjo. V večjih mestih Južne Koreje so ostale le majhne skupine hanokov. Vendar pa se je o vrednosti hanokov razpravljalo že v začetku 20. stoletja, mnogi pa so jih primerjali z bolj pogostimi, a manj okolju prijaznimi stanovanji po vsej Južni Koreji. Danes so nekatere železniške postaje pod vplivom tradicionalne zasnove hanokov (na primer postaja Džondžu).

#### Severna Koreja
V Kesongu so tradicionalni hanoki, ki so bili prvotno tam, ostali in igrajo vlogo turistične atrakcije. Givadžip (hiša s strešniki) obdajajo hanok.

#### Kitajska
Hanok lahko najdemo tudi na severovzhodu Kitajske, Korejci pa že več kot 100 let živijo v hanokih, ki so si jih zgradili zase. Od leta 2010 ljudje delajo na projektu, osredotočenem na izgradnjo vasi hanokov v Heilongjiangu na Kitajskem.
V parku Lu Xun v Šanghaju je spominska dvorana Yun Bong-gil zgrajena v slogu hanokov, posvečena korejskemu aktivistu za neodvisnost Yun Bong-gilu.

## Izvor
Izraz hanok se je prvič pojavil v časopisu o hišah 23. aprila 1907. V tem časopisu se je hanok uporabljal za označevanje specifičnega območja ob cesti Džong-dong od Donuimuna do šole Beje. Takrat so se namesto hanok pogosteje uporabljali izrazi, kot sta džuga (kar pomeni bivalne hiše) in džetek (kar pomeni različne hiše). Beseda hanok se je uporabljala le v posebnih okoliščinah, ko je bila nekje zgrajena najnovejša hiša.
V času japonske vladavine v Koreji so vladarji uporabljali izraze, kot sta »džuga« ali »hiša Čoson«, ko so govorili o izboljšavah hiše. Obstaja zapis o hanok; vendar se specifičen izraz »hanok« ni uporabljal pretežno.
Specifična beseda hanok se je pojavila v korejskem slovarju Samsung leta 1975, kjer je bila opredeljena kot antonim besede »zahodna hiša« in kot izraz, ki pomeni hišo Čoson (hiša v korejskem slogu). Po 1970-tem so v Južni Koreji zaradi urbanega razvoja zgradili veliko stanovanj in vrstnih hiš, povsod pa so porušili veliko hanokov. Od takrat naprej so hanok imenovali le še »tradicionalna korejska hiša«.
V širšem smislu se hanok nanaša na hišo s slamnato streho ali na Nova-džib (hiša s skodlasto streho) ali Giva-džib (hiša s strešniki), čeprav se splošni pomen hanok v Koreji nanaša le na Giva-džib.

## Značilnosti
Okolju prijazni vidiki tradicionalnih korejskih hiš segajo od notranje razporeditve stavbe do uporabljenih gradbenih materialov. Druga edinstvena značilnost tradicionalnih hiš je njihova posebna zasnova za hlajenje notranjosti poleti in ogrevanje notranjosti pozimi.
Ker ima Koreja vroča poletja in mrzle zime, sta bila Ondol (Gudul), sistem talnega ogrevanja, in Dečong, hladna dvorana z lesenimi tlemi, zasnovana že zdavnaj, da bi Korejcem pomagala preživeti mrzle zime in poleti blokirala sončno svetlobo. Te zgodnje vrste ogrevanja in klimatizacije so bile tako učinkovite, da se še danes uporabljajo v mnogih domovih. Stebri ali dedulbo niso vstavljeni v zemljo, temveč so pritrjeni v temeljne kamne, da hanok zaščitijo pred potresi.

## Materiali
Surovine, ki se uporabljajo v hanoku, kot so zemlja, les in kamen, so naravne in reciklirane ter ne povzročajo onesnaževanja. Hanok ima svoje strešnike (기와, giva), lesene tramove in gradnjo iz kamnitih blokov. Čoma je rob ukrivljenih streh hanoka. Dolžino čome je mogoče prilagoditi za nadzor količine sončne svetlobe, ki vstopa v hišo. Oblika tradicionalnega korejskega papirja (한지, handži), mazan s fižolovim oljem, da postane vodoodporen in poliran, se uporablja za izdelavo lepih in zračnih oken in vrat.

## Različice

### Po regijah
Oblike hanokov se razlikujejo po regijah. Zaradi toplejšega vremena v južni regiji so Korejci zgradili hanoke s prostori, poravnanimi v ravni črti. Da bi omogočili dobro kroženje vetra, imajo odprte bivalne prostore z lesenimi tlemi in veliko oken. Najpogostejša oblika hanokov v osrednji regiji je tloris v obliki črke L, arhitekturna mešanica oblik v severni in južni regiji. Hanoki v hladni severni regiji imajo kvadratne tlorise, ki blokirajo pretok vetra. Nimajo odprtega lesenega talnega prostora in vsi prostori so med seboj povezani. Običajno imajo Džongjugan, prostor med kuhinjo in drugimi prostori, ki ga ogreva ondol.

### Po družbenem razredu
Struktura hanokov je prav tako razvrščena glede na družbeni razred. Hiše džangbanov (višjega razreda), džunginov (srednjega razreda) in meščanov z givo (opečnato streho) so običajno poudarjale ne le funkcijo hiše, temveč tudi njeno estetiko. Hiše provincialnih meščanov (pa tudi nekaterih revnih džangbanov) s čogo (streho, pleteno iz riževe slame) so bile zgrajene na bolj strogo funkcionalen način.

## Ohranjanje
Ohranilo se je veliko hanokov, kot so:
- Četrt Bukčon Hanok, stanovanjska četrt v osrednjem Seulu[7]
- Vas Namsangol Hanok v Pil-dongu, okrožje Jung, Seul
- Ljudska vas Hahoe, tradicionalna vas iz obdobja Joseon v Andongu v Južni Koreji.
- Ljudska vas Jangdong, tradicionalna vas iz obdobja Čoson v Gjongdžuju v Južni Koreji, ob reki Hjongsan.
- Korejska ljudska vas, turistična atrakcija v mestu Jongin v provinci Gjongi
- Vas Džonju Hanok, ki je v Džonjuju v provinci Severna Džola, je eno največjih okrožij hanokov v Koreji z več kot 800 hišami hanokov.[8]
- Gahe-dong in Gje-dong v okrožju Džongno v Seulu sta dom številnih hanokov, od katerih so mnogi preurejeni v kavarne, restavracije ali čajnice.[9]